# Джен Стерлінг
Джейн Стерлінг Адріанс; (3 квітня 1921 , Нью-Йорк, Нью-Йорк  — 26 березня 2004 , Вудленд-Гіллз, Каліфорнія ) — американська акторка кіно, телебачення та театру. У 1950-х роках (безпосередньо перед цим вона приєдналася до Акторської студії) Стерлінг отримала премію «Золотий глобус» за найкращу жіночу роль другого плану за роль у фільмі «Високий і могутній» (1954) та була номінована на премію Оскар за найкращу жіночу роль другого плану. Найкращою вважають її роль у фільмі Біллі Вайлдера «Туз в рукаві» 1951 року. Хоча її кар'єра пішла на спад протягом 1960-х, вона продовжувала час від часу виконувати телевізійні та театральні ролі.

## Ранній життєпис
Джейн Стерлінг народилася 1921 року в Нью-Йорку в родині Елеонор Ворд (до шлюбу Дінс) та Вільяма Аллена Адріанса-молодшого, архітектора та рекламного директора. У неї була молодша сестра Енн «Мімі» Адріанс, модель і підприємиця. Джейн виросла в багатій родині, навчалася в нью-йоркських приватних школах, перш ніж переїхати з сім'єю до Європи та Південної Америки. У Лондоні та Парижі її навчали приватні вчителі, а в Лондоні вона відвідувала драматичну школу англійської акторки Фей Комптон. 
Під час запису пілотного епізоду ігрового шоу в 1968 році Стерлінг розповіла історію про те, як їй надіслали авіаквиток, щоб повернутись до США. Побачивши у вітрині жіночу білизну, яка їй сподобалася, вона використала останні гроші, щоб купити її, потім обміняла авіаквиток і забронювала місце на пароплаві. У середині подорожі вона дізналася, що дирижабль «Гінденбург», на який вона спочатку забронювала квиток, був знищений великою пожежою після прибуття до Нью-Джерсі 6 травня 1937 року.

## Акторська кар'єра
Будучи підлітком, повернулася до району Мангеттен і, використовуючи варіації свого імені, включаючи «Джейн Едріанс» та «Джейн Стерлінг», розпочала свою акторську кар'єру в 1938 році, виступаючи на сцені Бродвейського театру в ролі Кріс Фарінгдон у шоу «Народжений холостяком». Потім з'явилася в ряді інших бродвейських постановках протягом 1940-х, таких як «Коли ми були одружені», «Ця скеля» та «Нерівний шлях».
У 1947 році Стерлінг дебютувала в кіно у фільмі «Магнат» у ролі Джейн Даріан. Повідомляється, що Рут Гордон наполягла, щоб вона змінила своє сценічне ім'я, і тому погодилася на Ян Стерлінг. Зіграла помітну роль другого плану в «Джонні Белінда» (1948). У 1950-х роках Стерлінг знялася в кількох телевізійних серіалах-антологіях і зіграла у фільмах «Клітка» (1950), «Таємнича вулиця» (1950), «Юніон-Стейшн» (1950), «Шлюбний сезон» (1951), «Туз в рукаві». (1951), «Плоть і лють» (1952), «Великий і могутній» (1954), «Жінка на пляжі» (1955) та «Конфіденційна інформація старшої школи» (1958). Замість наполегливих та рішучих персонажок вона почала грати героїню у фільмі «Небо повне місяця» (1952).  У 1950 році Стерлінг взяли на роль «Рут» у серіалі ABC «The Marshal of Gunsight Pass».

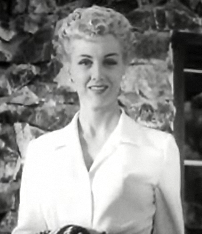
Стерлінг у Другому розділі (1953)

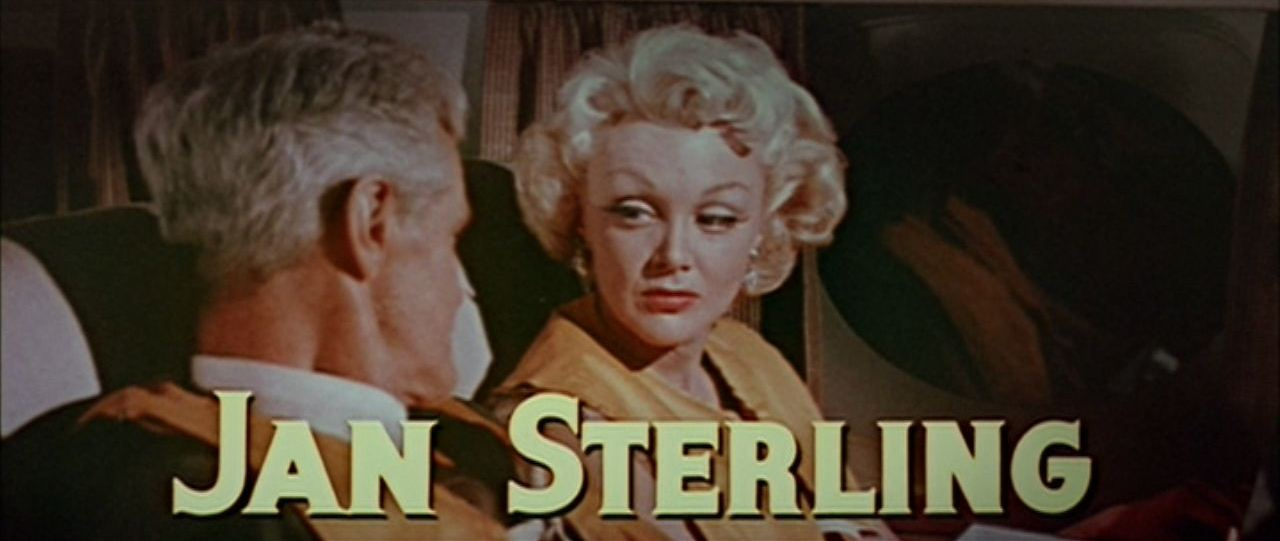
Стерлінг у фільмі «Високий і могутній».

У 1954 році Стерлінг була номінована на премію Оскар і отримала премію «Золотий глобус» за найкращу жіночу роль другого плану за роль у фільмі «Великий і могутній». Пізніше того ж року поїхала до Великої Британії, щоб виконати роль Джулії в першій кіноверсії роману Джорджа Орвелла 1984, попри те, що на той момент була на кількох місяцях вагітності. Протягом наступних років вона регулярно знімалася в кіно. Деякі з її появ в американських телесеріалах включають головну героїню в «Історії Енні Ґріффіт» у Вагоні в 1959 році та «Історії Селени Гартнелл» у 1961 році; і протягом 1960-х років роль запрошеної зірки у серіалі «Річковий човен». Її роль Діанни Джордан в епізоді Bonanza 1960 року («The Blood Line»), її втілення медсестри Мердок в епізоді 1963 року «Millions of Faces» на ABC Breaking Point, та її виступ в епізоді 1967 року «Одинадцять миль до Едему» серіалу NBC The Road West. Наприкінці 1968 року Стерлінг почала грати підступну «Міс Фосс» у серіалі «Дороговказне світло». Після виступу у фільмі The Minx 1969 року вона скоротила свої зйомки у фільмах і на телебаченні, але продовжувала працювати на сцені. Однак у 1979 році вона повернулася на телебачення, щоб зіграти дружину президента Герберта Гувера Лу Гувер у фільмі «Задні сходи Білого дому», а в 1981 році Стерлінг знялася в останньому своєму фільмі, зігравши дружину Волтера Метгау в Перший понеділок жовтня.

## Приватне життя
У 1941 році одружилася з актором Джоном Мерівейлом. Через 7 років розлучилася і в 1950 одружилася з актором Полом Дугласом, з яким була до його смерті в 1959 році. У 1970-х вона мала тривалі стосунки з Семом Ванамейкером. 
Не займаючись професійною діяльністю протягом майже двох десятиліть, вона з'явилася на кінофестивалі Cinecon в Лос-Анджелесі в 2001 році.
Подальше життя Джен Стерлінг супроводжувалось хворобами та травмами, зокрема, цукровий діабет, перелом стегна та серія інсультів. Її син помер від серцевої недостатності в грудні 2003 року у 48-річному віці. Стерлінг померла через три місяці, 26 березня 2004 року, на 83 році життя, у лікарні для акторів кіно і телебачення у Вудленд-Гіллз штату Каліфорнія.

## Фільми
- Магнат (1947) — Танцюристка на Фієсті (в титрах)
- Джонні Белінда (1948) — Стелла МакКормік
- У клітці (1950) — Джета Ковський — він же Смучі
- Шкіпер здивував свою дружину (1950) — Ріта Россіні
- Таємнича вулиця (1950) — Вівіан Хелдон
- Gunfire (1950) — Flo — Saloon Girl (в титрах)
- Станція Юніон (1950) — Мардж Райтер
- Снігова собака (1950)
- Шлюбний сезон (1951) — Бетсі
- Зустріч з небезпекою (1951) — Доді
- Туз в рукаві (1951) — Лоррейн Міноза
- Ревінь (1951) — Поллі Сіклз
- Плоть і лютість (1952) — Соня Бартоу
- Небо повне місяця (1952) — Діксі Дельмар
- Поні Експрес (1953) — Денні Рассел
- Друга частина (1953) — Дотті Вейл
- Переможені (1953) — Роуз Слейтер
- Моря Аляски (1954) — Ніккі Джексон
- Високий і могутній (1954) — Саллі МакКі
- Повернення з моря (1954) — Фріда
- Людські джунглі (1954) — Мері Ебботт
- Жіноча в'язниця (1955) — Бренда Мартін
- Жінка на пляжі (1955) — Емі Роулінсон
- Людина з пістолетом (1955) — Неллі Бейн
- 1984 (1956) — Юлія Зовнішньої партії
- Вони падають сильніше (1956)[12] — Бет Вілліс
- Бійня на Десятій авеню (1957) — Медж Піттс
- Тварина самка (1958) — Лілі Фрейн
- Конфіденційна інформація про середню школу! (1958) — Арлін Вільямс
- Кеті О' (1958) — Селеста Сондерс
- Кохання в мисці з золотою рибкою (1961) — Сандра Слайд
- Інцидент (1967) — Мюріел Первіс
- «Злісна порода» (1968) — Глорія Паттон
- Шалуни (1969) — Луїза Бакстер
- Семмі Хтось (1976)
- Перший понеділок жовтня (1981) — Крістін Сноу

## Виступи на радіо
| Рік      | Програма                   | Епізод/джерело |
| -------- | -------------------------- | -------------- |
| 1952 рік | Зірки над Голлівудом       | A Dime a Dozen |
| 1953 рік | Театральна гільдія в ефірі | Показ          |